# دمگل

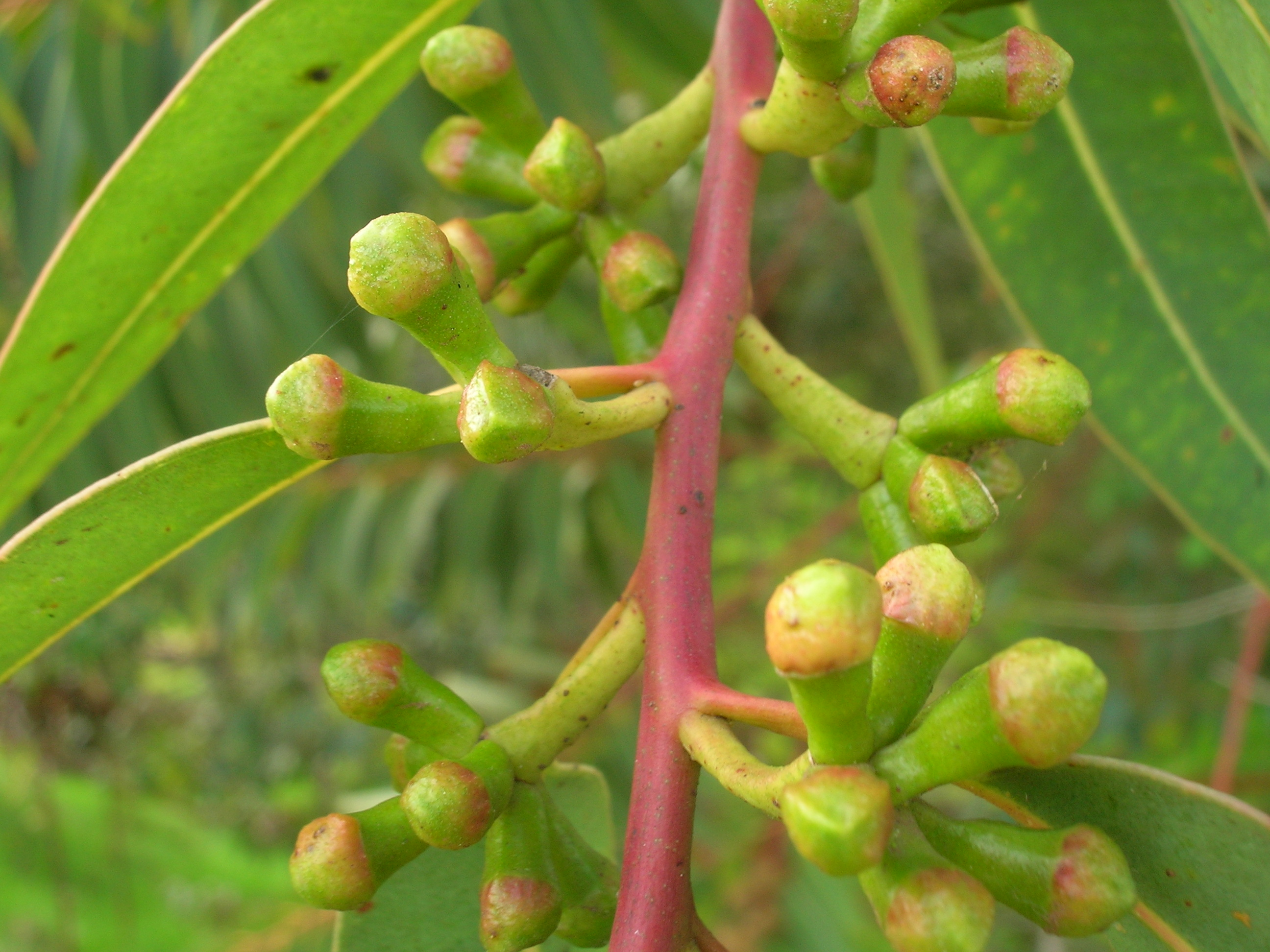
دمگلی که چند پایک را حمایت می‌کند.

دمگل (به انگلیسی: Peduncle) به پایهٔ یک گل گفته می‌شود. نقطه‌ای که برگ منشأ می‌گیرد گره و قسمتی از ساقه را که بین دو گره واقع شده‌است، میانگره (Intrnode) می‌نامند. اولین میانگره شاخه در زیر نهنج، پایک است. دومین میانگره در زیر یک گل منفرد ممکن است دمگل نامیده شود. گرچه این اصطلاح در اغلب موارد به کار می‌رود تا یک شاخه بزرگتر حاوی دسته‌ای گل، هر یک روی یک پایک و بدون پایک را مشخص کند. در قاعدهٔ دمگل ممکن است برگک وجود داشته باشد که در زیر دسته گل یا در زیر گل منفرد، اگر دمگل حاوی فقط یک پایک باشد، قرار دارد.